# Гаммарбия
Гамма́рбия, или Хамма́рбия (лат. Hammārbya) — монотипный род травянистых растений семейства Орхидные.

## Ботаническое описание

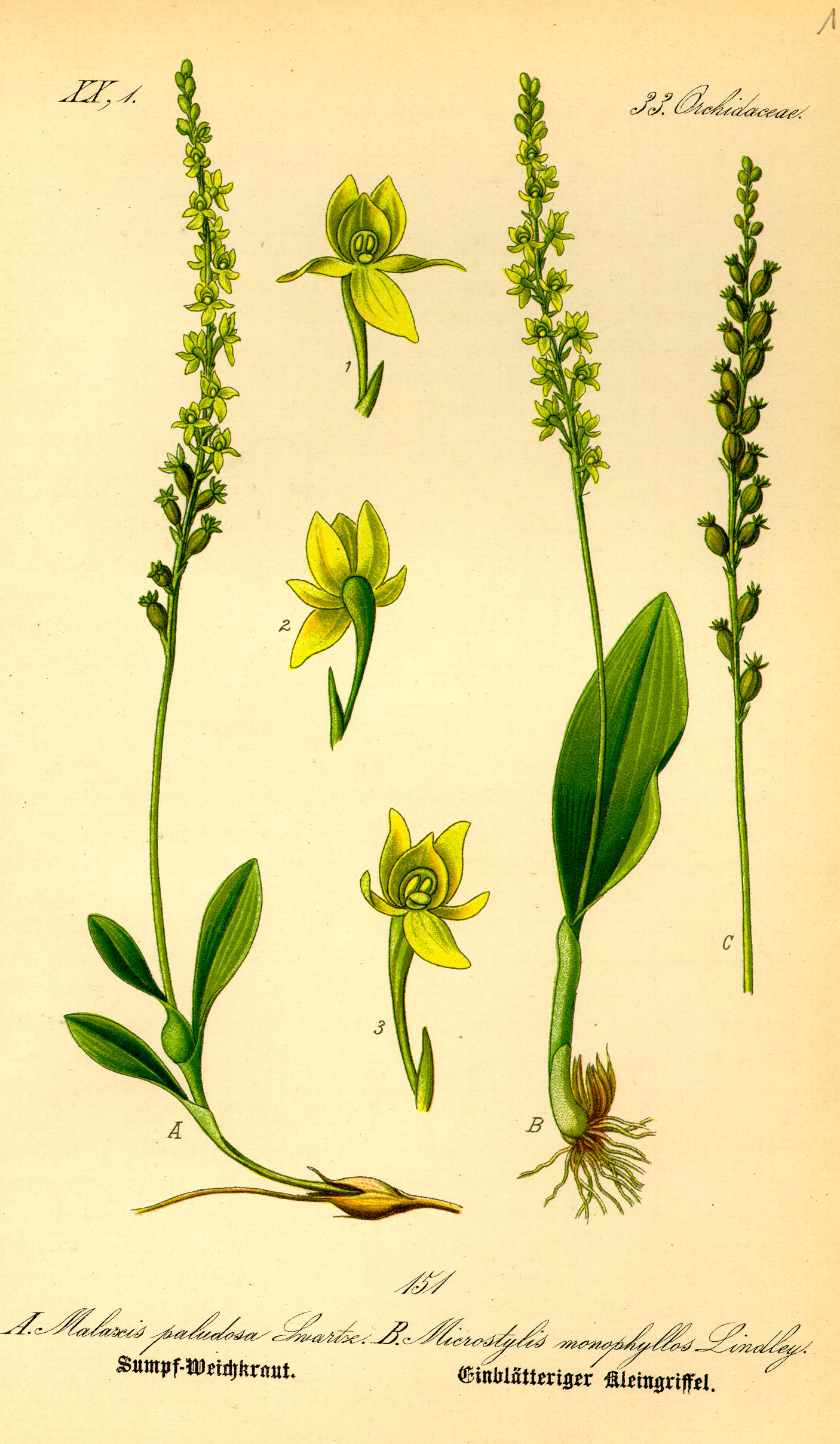
(слева)

Многолетнее травянистое растение со шнуровидным или нитевидным корневищем и ежегодно образующимся яйцевидным, стеблевым клубнем, расположенным в основании стебля и одетым листовыми влагалищами. Стебель 6—20 см высоты, тонкий, пятигранный. У его основания имеется два (реже 3—4) продолговато-яйцевидных или эллиптических, толстоватых листа, туповатозаострённых или слабозаострённых, около 1—3 см длины и 0,5—1,1 см ширины. В пазухе верхнего листа имеется вздутие, где закладывается клубень следующего года.
Соцветие — прямая многоцветковая кисть, 2—8 см длиной. Цветки мелкие, 2—6 мм, желтовато-зелёные. Листочки околоцветника свободные, наружные 2—3 мм, продолговато-яйцевидные, крупнее внутренних, средний обращен вниз, а боковые вверх. Губа без шпорца, обращенная вверх, яйцевидная, слегка вогнутая, цельная, 1,5—2 мм длины, иногда заострённая. Цветёт в июле—августе. Плод — коробочка. Семенное возобновление затруднено.

## Ареал
Распространена в Сибири и на Дальнем Востоке. Вне территории России встречается в Европе, Японии, Северной Америке. Произрастает на сфагновых болотах, заливных лугах.

## Охранный статус
Является редким видом. Занесена в Красные книги ряда субъектов Российской Федерации. Основная причина вымирания — разрушение мест обитаний вида.

## Таксономия
Hammarbya Kuntze, Revis. Gen. Pl. 2: 665 (1891).
Род назван в честь шведского естествоиспытателя ботаника Карла Линнея («самого известного натуралиста всех времен, господина фон Хаммарбю»).
Синоним рода
- Limnas Ehrh. ex House (1920), nom. superfl.

Единственный вид: Hammarbya paludosa (L.) Kuntze (1891) — Гаммарбия болотная, или Хаммарбия болотная
Синонимы вида
- Epipactis paludosa (L.) F.W.Schmidt (1795)
- Hammarbya paludosa var. robusta Verm. (1949)
- Malaxis paludosa (L.) Sw. (1800) — Мякотница болотная
- Malaxis palustris (Huds.) Rich. (1817)
- Ophrys paludosa L. (1753)basionym
- Ophrys palustris Huds. (1762)
- Orchis paludosa (L.) Pall. (1776)
- Sturmia paludosa (L.) Rchb. (1829)